# Посібник з убивства для хороших дівчат (серіал)
«Посібник з убивства для хороших дівчат» (англ. A Good Girl's Guide to Murder) — британський телесеріал, заснований на однойменному романі Голлі Джексон, адаптований Поппі Коґан, режисер Доллі Веллс і розроблений Moonage Pictures для BBC Three. Перший сезон складається з шести 45-хвилинних епізодів, що охоплюють події першої книги. Якщо серіал буде продовжено на другий сезон, то планується екранізувати наступні дві інші книги. Однак виконавчий продюсер Фріт Тіплейді також підкреслив, що перший сезон має повноцінний фінал. Міжнародний реліз на Netflix відбутися 1 серпня 2024 року.

## Сюжет
Піп Фітц-Амобі не задоволена тим, що вбивство місцевої школярки було недостатньо розслідувано, і бере справу у свої руки, створюючи свій РКП (розширена кваліфікація проєкту) на цю тему.

## Акторський склад
- Емма Маєрс — Піппа (Піп) Фіц-Амобі
  - Кітті Андерсон — молода Піпа
- Зейн Ікбал — Раві Сінгх
- Аша Бенкс — Кар Ворд
- Райко Гохара — Зак Чен
- Джуд Морган-Коллі — Коннор Рейнольдс
- Ялі Топол Маргаліт — Лорен Гібсон
- Ясмін Аль-Худхайрі — Наомі Ворд
- Генрі Ештон — Макс Гастінгс
- Карла Вудкок — Бекі Белл
- Метью Бейнтон — Елліот Уорд
- Гері Бідл — Віктор Амобі
- Анна Максвелл Мартін — Ліанна Амобі

## Прем'єра
Серіал було випущено для трансляції на BBC iPlayer у Великій Британії 1 липня 2024 року та в Ірландії, Stan в Австралії та ThreeNow у Новій Зеландії. Серіал вийде в Німеччині 30 серпня 2024 року на сервісі ZDFmediathek, тоді як ZDFneo транслюватиме дві серії на тиждень, починаючи з 8 вересня 2024 року. 22 квітня 2024 року Netflix оголосив, що шоу буде випущено на його платформі 1 серпня 2024 року.

## Виробництво
У вересні 2022 року було оголошено, що проект буде телевізійною адаптацією роману Голлі Джексон "Посібник з убивства для хороших дівчат" на каналі BBC Three, виробництва Moonage Pictures . Доллі Веллс буде режисером проекту за сценарієм Поппі Коган, а також Зіа Ахмед, Аджоке Ібіронке і Рубі Томас. Продюсером фільму є Флоренс Вокер, а виконавчими продюсерами - Метью Рід, Метью Бауч і Фріт Тіпладі від Moonage Pictures, Люсі Річер і Даніель Скотт-Готон від BBC, а також Веллс, Голлі Джексон і Коган .

### Кастинг
У червні 2023 року розпочалося виробництво, на головні ролі Піп і Раві були запрошені Емма Майерс і Заін Ікбал .

### Зйомки
Зйомки проходили в Брістолі та Сомерсеті. Серед локацій - печери Редкліфф, залізнична стоянка Ейвон-Веллі,  Редленд, середня школа Редмейдс, Вестбері-он-Трім, та Аксбрідж. Зйомки проходили з липня 2023 року по вересень 2023 року.

## Серії
| № серії | Назва серії | Режисер(и)  | Сценарист(и)                  | Оригінальна дата виходу |
| --- | ----------- | ----------- | ----------------------------- | ----------------------- |
| 1 | «Episode 1» | Доллі Уеллс | Поппі Коган                   | 1 липня 2024            |
| Піппа «Піп» Фітц-Амобі вступає до останнього класу середньої школи, і для свого випускного проекту вона вирішила розслідувати зникнення Енді Белл у 2019 році, п'ятьма роками раніше. Популярна учениця, Енді зустрічалася з однокласником Салом Сінгхом, коли зникла, і поліція підозрювала його у причетності до її вбивства. Однак перед тим, як йому висунули звинувачення, Сал нібито зізнався у вбивстві Енді, а потім наклав на себе руки. Однак Піп вважає Села невинним і сповнений рішучості з'ясувати правду. Отримавши відмову від брата Села, Раві, вона починає своє розслідування з інтерв'ю з подругою Села, Наомі Ворд, старшою сестрою найкращої подруги Піп, Кари, чий батько Еліот викладає англійську мову в їхній школі. Наомі з'ясовує, що у Села є алібі на ніч зникнення Енді. Після інтерв'ю з другом Села, Максом Гастінгсом, який стверджує, що Наомі бреше, щоб захистити Села, вона знову звертається до Раві. Після того, як вона каже йому, що вірить у невинуватість Сала, Раві показує телефон Піп Сала, вказуючи на те, що хтось інший, схоже, відправив текст зізнання з його телефону. |             |             |                               |                         |
| 2 | «Episode 2» | Доллі Уеллс | Поппі Коган                   | 1 липня 2024            |
| Працюючи з Раві, Піп звертає увагу на двох найкращих подруг Енді - Емму Хаттон і Нат Да Сілву. Розпитуючи їх, вона дізнається, що в Енді був таємний хлопець, старший за неї. Відпочиваючи від розслідування, Піп вирушає з друзями в похід. Під час подорожі вона знаходить анонімне попередження з проханням припинити розкопки. Повернувшись з походу, Піп і Раві з фотографій Енді в соціальних мережах з'ясовують, що незадовго до її зникнення вони з Натом посварилися через те, що Енді виклала в мережу свої оголені фотографії. Піп і Раві зустрічаються з Натом, який заперечує, що завдавав шкоди Енді, і розповідає, що у Енді були стосунки з Максом. Піп повертається, щоб допитати Макса, який стверджує, що його стосунки з Енді не були романтичними; натомість Енді торгувала наркотиками, а Макс був одним з її клієнтів. |             |             |                               |                         |
| 3 | «Episode 3» | Доллі Уеллс | Рубі Томас                    | 1 липня 2024            |
| Піп вирішує, що мусить розшукати наркодилера, на якого працював Енді. Для цього вона має знайти місце проведення вечірки «Катастрофа» - сумнозвісної таємної підліткової вечірки, сповненої наркотиків і сексу. Відвідавши вечірку зі своїми подругами, Карою та Лорен, їй вдається знайти наркодилера, який розповідає, що Енді зберігав секретний телефон-паяльник разом із заначкою наркотиків у опудалі кролика. Піп ледве врятувалася від сексуального насильства з боку іншого відвідувача вечірки. Після вечірки вона отримує смс-повідомлення з погрозами, в якому просить припинити розслідування. Наступного дня, вирішивши, що їй потрібно знайти кролика і телефон, Піп разом з Раві вдирається до будинку Енді, де їх ледь не впіймали сестра Енді, Бекка Белл, і брат Ната, поліцейський Ден Да Сілва. |             |             |                               |                         |
| 4 | «Episode 4» | Том Воган   | Зіа Ахмед і Поппі Коган       | 1 липня 2024            |
| Переглядаючи опудало кролика, яке вони вкрали з будинку Енді, Піп і Раві знаходять список клієнтів Енді, написаний кодом. Того ж дня Піп також дізнається, що список клієнтів був написаний на аркуші паперу з готелю «Айві Хаус». Вирішивши провести розслідування, Піп викрадає список гостей за 2019 рік, і під час втечі вони з'ясовують, що Енді зупинявся в цьому готелі, коли Піп впізнає поверх на селфі, яке зробив там Енді. Піп визначає, що Енді зупинилася у свого старшого хлопця під псевдонімами Дейзі Б'юкенен і Джей Гетсбі. Піп намагається зателефонувати за номером, пов'язаним з бронюванням, але з'ясовує, що він відключений. Наступного дня, коли вона йшла до школи, Ден притискає Піп до стіни, розповідаючи, що знає, що це вона вдерлася до будинку Белла, і тисне на неї, щоб вона припинила розслідування - навіть показує їй відео, на якому Сел поводиться агресивно під час поліцейського допиту. Не знаючи, що означає це відео, Піп задається питанням, чи дійсно Сел скоїла вбивство. Вона пригадує, що бачила Села та Енді за день до зникнення Енді, причому Сел запитував Піп, чи не бачила вона Енді, коли Енді хотіла, щоб її залишили наодинці. Після сварки з Раві Піп повертається до будинку Кари, де Наомі дає їй доступ до свого ноутбука перед тим, як піти на зустріч випускників 2019 року. На ноутбуці Піп знаходить скріншоти з Instagram-акаунта Макса Гастінгса, які підтверджують алібі Села: в ніч зникнення Енді він справді був з друзями до півночі. Піп вирушає на пошуки Наомі, щоб запитати її, чому вона, Макс і Джейк Лоуренс збрехали поліції, сказавши, що Сел покинув їхню тусовку, щоб знайти Енді о 22:30 тієї ночі. |             |             |                               |                         |
| 5 | «Episode 5» | Том Воган   | Поппі Коган та Аджок Ібіронке | 1 липня 2024            |
| На вечірці зустрічі випускників 2019 року Наомі розповідає Піп, що вона, Макс і Джейк потрапили в аварію в нетверезому стані на Новий рік 2019 року. Макс, водій, подзвонив комусь, щоб це приховати. Наомі також розповідає, що хтось шантажував їх трьох, щоб вони збрехали поліції, щоб звинуватити Сала. Пізніше тієї ж ночі Піп отримує нові текстові повідомлення з погрозами. Намагаючись спровокувати вбивцю, вона записує відео, в якому стверджує, що має докази невинуватості Села. Однак наступного дня, під час святкування сімейного дня народження, вбивають собаку Піп - Барні. Збентежена, Піп розуміє, що Макс, напевно, подзвонив Дену після аварії. Коли Піп зустрічається з Деном у поліцейській дільниці, той зізнається, що за два роки до її смерті скоїв зґвалтування 15-річної Енді, і що Макс шантажував його. Наступного дня в школі Піп отримує дзвінок з номера таємного старшого хлопця Енді. Коли Піп відповідає, виявляється, що це Наомі, яка користується старим телефоном свого батька Еліота. Після того, як Елліот забрав її з Карою на вечір кіно, Піп навмисно залишає свій телефон у машині, щоб відстежити його за допомогою ноутбука. Потім вона виявляє, що Елліот роздрукував повідомлення з проханням припинити копати, і бачить, що Елліот поїхав до старого будинку сім'ї Вордів, з якого вони переїхали кілька років тому. Повідомивши Раві, куди вона збирається, вона йде до будинку і стикається з Еліотом. Той зізнається, що мав недоречні романтичні стосунки з Енді, які закінчилися, коли вона почала зустрічатися з Селом. Еліот також розповідає, що через кілька місяців Енді звернулася до нього і намагалася шантажувати його грошима. Він відмовився платити їй, вони побилися, і Енді впала і вдарилася головою об стіл. Він пішов викликати швидку допомогу, але коли повернувся, її вже не було. Закінчивши свою розповідь, Піп чує постукування труб. Припускаючи, що це Енді, Піп біжить на горище і виявляє там жінку, яка має разючу схожість з Енді. Еліот зачиняє двері на горище, замикаючи Піпа всередині. |             |             |                               |                         |
| 6 | «Episode 6» | Том Воган   | Поппі Коган                   | 1 липня 2024            |
| Молода жінка на горищі, Ісла, розповідає Піп, що була бездомною, коли Еліот запропонував їй пожити в будинку. Того вечора він зізнався їй, що вбив Села, щоб поліція не розслідувала зникнення Енді. Еліот заманив Села до лісу, потім накачав його наркотиками і вбив, перш ніж відправити неправдиве зізнання з телефону Села. Потім він тримав Іслу в пастці в будинку протягом наступних п'яти років. Поліція заарештовує Еліота, хоча він все ще заперечує, що вбив Енді. Зрозумівши, що Елліот не міг бути тим, хто викрав Барні, Піп зустрічається з ним у поліцейській дільниці, і той розповідає, що шантажував Наомі та її друзів, дізнавшись про наїзд на них із щоденника Наомі. Еліот також розповідає, що, на його думку, Енді потрібні були гроші, бо вона хотіла втекти від свого батька, Джейсона, який знущався над нею. Піп дізнається від Джессі, працівника сміттєпереробного заводу Джейсона, що сестру Енді, Бекку, одного разу отруїли рогипнолом і зґвалтували на вечірці «Катастрофи»; Піп робить висновок, що Макс використав рогипнол, який він купив у Енді, для сексуального насильства над Беккою. Бекка розповідає Піпу, що Енді відрадив її повідомляти про зґвалтування в поліцію, бо це викрило б Енді як наркодилера Макса. Дізнавшись, що Енді планувала втекти з дому, Бекка, відчуваючи себе покинутою, штовхнула Енді, яка вже була поранена в результаті боротьби з Елліотом, і вбила її. Бекка відвозить Піп до місця, де вона сховала тіло Енді в септику, а потім розповідає, що підсипала в чай Піп рогипнол і має намір вбити і її, але вчасно приходять Раві і Кара, і поліція заарештовує Бекку. З'ясовується, що в день зникнення Енді Сел шукав її, щоб підтримати її плани втечі з дому. Піп і Раві врешті-решт зізнаються одне одному у своїх почуттях. |             |             |                               |                         |